# Liste der Monuments historiques in Corcelles-les-Monts
Die Liste der Monuments historiques in Corcelles-les-Monts führt die Monuments historiques in der französischen Gemeinde Corcelles-les-Monts auf.

## Liste der Immobilien
| Bezeichnung                          | Beschreibung                                                                        | Standort                     | Kennzeichnung | Schutzstatus | Datum | Bild           |
| ------------------------------------ | ----------------------------------------------------------------------------------- | ---------------------------- | ------------- | ------------ | ----- | -------------- |
| Bienenhaus an der Combe à la Serpent | aus dem frühen 19. Jahrhundert, ab 1812 nachgewiesen; mit Stützmauern und Terrassen | nordöstlich des Ortes (Lage) | PA21000044    | Inscrit      | 2007  | weitere Bilder |

## Liste der Objekte
| Bezeichnung                                        | Beschreibung                                  | Standort                       | Kennzeichnung | Schutzstatus | Datum | Bild |
| -------------------------------------------------- | --------------------------------------------- | ------------------------------ | ------------- | ------------ | ----- | ---- |
| Gemälde Betender Chorherr vor der Madonna mit Kind | Ölfarbe auf Leinwand, 17. Jahrhundert         | in der Kirche St-Pierre (Lage) | PM21000658    | Classé       | 1922  |      |
| Gemälde Jesus und die Samariterin                  | Ölfarbe auf Leinwand, 17. Jahrhundert         | in der Kirche St-Pierre (Lage) | PM21000659    | Classé       | 1975  |      |
| Gemälde Reuiger Petrus                             | Ölfarbe auf Leinwand, 1707 von Gabriel Revel  | in der Kirche St-Pierre (Lage) | PM21000660    | Classé       | 1976  |      |
| Skulptur Gnadenstuhl                               | Stein, farbig gefasst, 15. Jahrhundert        | in der Kirche St-Pierre (Lage) | PM21003571    | Inscrit      | 1975  |      |
| Gemälde Heilige Familie mit Johannesknaben         | Ölfarbe auf Holz, 17. Jahrhundert             | in der Kirche St-Pierre (Lage) | PM21003572    | Inscrit      | 1975  |      |
| Gemälde Madonna mit Kind und Johannesknaben        | Ölfarbe auf Leinwand, 17. Jahrhundert         | in der Kirche St-Pierre (Lage) | PM21003573    | Inscrit      | 1975  |      |
| Gemälde Heilige Familie                            | Ölfarbe auf Leinwand, 17. Jahrhundert         | in der Kirche St-Pierre (Lage) | PM21003574    | Inscrit      | 1975  |      |
| Seitenaltar                                        | Altartisch, Retabel und Gesprenge; Holz, 1874 | in der Kirche St-Pierre (Lage) | PM21003574    | Inscrit      | 1975  |      |
| Kelch und Patene                                   | Silber, Lapislazuli, 1932; in Holzkästchen    | in der Kirche St-Pierre (Lage) | PM21005230    | Inscrit      | 2019  |      |